# پوتسونوو
پوتسونوو (به ایتالیایی: Pozzonovo) یک کومونه در ایتالیا است که در استان پادووا واقع شده‌است.

## خصوصیات
پوتسونوو ۲۴٫۵ کیلومترمربع مساحت و ۳٬۵۸۹ نفر جمعیت دارد.